# Литвинов, Рустем Игоревич
Русте́м И́горевич Литви́нов (род. 28 января 1954, Казань) — биохимик, специалист в области свертывания крови, кровотечений и тромбозов.
Профессор кафедры биохимии, биотехнологии и фармакологии Казанского (Приволжского) федерального университета; главный научный сотрудник, руководитель научно-исследовательской лаборатории Института фундаментальной медицины и биологии Казанского (Приволжского) федерального университета. Старший исследователь Департамента клеточной биологии Медицинского факультета Пенсильванского университета. Имеет более 300 публикаций, более 11000 цитирований. Индекс Хирша — 54.
В 2025 году удостоен награды Международного общества по изучению фибриногена как выдающийся исследователь (2025 Outstanding Investigator Award of the International Fibrinogen Research Society).
Член Международного общества по тромбозу и гемостазу (ISTH), Североамериканской Ассоциации обществ по тромбозу и гемостазу (THSNA), Международного общества по изучению фибриногена (ISFR), Американского биофизического общества (BPS), Американского гематологического общества (ASH).
Создатель специализированного курса «Биохимия гемостаза и тромбоза» для студентов биологических и медицинских специальностей и автор уникального учебно-практического руководства «9½ уроков по биохимии свертывания крови».

## Биография
Родился 28 января 1954 года в Казани. Мать — Назнина Газизовна Сабитовская (1931—2019), пианистка, профессор, заведующая кафедрой фортепиано Казанской государственной консерватории. Отец — Игорь Львович Литвинов (1928—2000), преподаватель английского языка, кандидат педагогических наук, доцент, заведующий кафедрой иностранных языков Казанского ветеринарного института. Женат; сыновья Тимур (род. 1974) и Булат (род. 1982).
В 1971 году окончил с золотой медалью Казанский физико-математический лицей № 131. В 1977 году с отличием окончил лечебный факультет Казанского государственного медицинского института имени С. В. Курашова (ныне — Казанский государственный медицинский университет). В 1977—1980 обучался в аспирантуре при кафедре биохимии того же института/университета под руководством профессора Д. М. Зубаирова. В 1980 году защитил кандидатскую диссертацию по специальности 03.01.04 — биохимия на тему «Природа фибриногена Б» в 1-м Московском медицинском институте имени И. М. Сеченова. В 1993 году защитил докторскую диссертацию по специальностям 03.01.04 — биохимия и 14.03.03 — патологическая физиология на тему «Фибронектин в свертывании крови и патологии гемостаза» в Казанском государственном медицинском университете.
С 1980 года — ассистент, с 1989 года — доцент, с 1995 года — профессор кафедры биохимии Казанского государственного медицинского университета. С марта 2000 года — старший исследователь (Senior Research Investigator) в лаборатории Джона Вайзела (John W. Weisel) Отдела клеточной биологии и биологии развития Медицинского факультета Пенсильванского университета, Филадельфия, Пенсильвания, США. С 2013 по 2022 годы — профессор кафедры биохимии, биотехнологии и фармакологии, главный научный сотрудник, руководитель научно-исследовательской лаборатории «Белково-клеточные взаимодействия» Института фундаментальной медицины и биологии Казанского (Приволжского) федерального университета.

## Научные достижения
В 1980-е годы участвовал в разработке промышленной технологии выделения белка фибронектина из плазмы крови человека и создании лекарственной формы препарата фибронектина в виде глазных капель, которые прошли расширенную клиническую апробацию и были одобрены Фармкомитетом Минздрава СССР как эффективное средство для лечения персистирующих эрозий роговицы.
Используя принцип оптического пинцета, разработал экспериментальную модель для изучения межмолекулярных лиганд-рецепторных взаимодействий, которая была с успехом применена для измерения кинетики и наномеханики обратимого связывания единичных молекул, как на очищенных белках, пептидах и нуклеиновых кислотах, так и на поверхности живых клеток.
Исследовал молекулярные механизмы, кинетику и термодинамику связывания и механической диссоциации тромбоцитарного интегрина αIIbβ3 с фибриногеном и фибрином. Обосновал существование интегриновых рецепторов в конформациях с промежуточной аффинностью к лиганду, что имеет фундаментальное значение для понимания роли тромбоцитов в реакциях гемостаза и тромбоза.
Описал полимеризацию и строение фибрина на разных уровнях пространственной организации и внес существенный вклад в понимание структурных основ биомеханики сгустков крови и тромбов, лежащих в основе их ретракции, эмболизации и чувствительности к фибринолизу.
Обнаружил новую морфологическую форму эритроцитов в виде многогранников (полиэдров), которые образуются в результате сжатия при контракции (ретракции) сгустков крови и тромбов. Предложил термины «полиэдроциты» и «пьезоциты» для обозначения эритроцитов, претерпевших компрессионную деформацию.
Выявил нарушение сократительной функции тромбоцитов при (про)тромботических состояниях у людей вследствие хронической активации, энергетического истощения и рефрактерности клеток. Показал, что снижение контракции (ретракции) усугубляет тромботическую окклюзию сосудов, тормозит фибринолиз и увеличивает вероятность тромбоэмболии.
Обнаружил дезинтеграцию (фрагментацию) тромбоцитов на отдаленных сроках после активации, вызыванной тромбином, что объясняет вторичную тромбоцитопению при (про)тромботических состояниях, которые сопровождаются системной тромбинемией, например, при ДВС-синдроме.

## Выступления на крупных конференциях
Неоднократно выступал как приглашенный докладчик на крупных международных конференциях:
- The 25th International Fibrinogen & 3rd Factor XIII Workshop, June 3-7, 2018, Winston-Salem, NC, USA;
- XXIVth International Fibrinogen Workshop, June 21-24, 2016, Skukuza, South Africa;
- Gordon Conference, Soft Condensed Matter Physics, August 9-14, 2015, Colby-Sawyer College, New London, NH, USA;
- XXIV Congress of the International Society for Thrombosis and Haemostasis, June 29-July 4, 2013; Amsterdam, The Netherlands
- XXX Congress of the International Society for Thrombosis and Haemostasis, July 9-13, 2022; London, Great Britain
- The 27th International Fibrinogen Workshop, June 2-6, 2024, Esbjerg, Denmark

## Публикации в ведущих научных журналах
- Weisel JW, Litvinov RI. Mechanisms of fibrin polymerization and clinical implications. Blood. 2013;121(10):1712-1719.
- Weisel JW, Litvinov RI. Fibrin formation, structure and properties. In: Subcellular Biochemistry. Eds.: Parry D. A. D. & Squire J. Springer, 2017, Vol. 82, 405—456.
- Litvinov RI, Shuman H, Bennett JS, Weisel JW. Binding strength and activation state of single fibrinogen-integrin pairs on living cells. Proceedings of the National Academy of Sciences of the USA. 2002, 99(11):7426-7431.
- Litvinov RI, Nagaswami C, Vilaire G, Shuman H, Bennett JS, Weisel JW. Functional and structural correlations of individual αIIbβ3 molecules. Blood. 2004; 104:3979-3985.
- Litvinov RI, Gorkun OV, Owen SF, Shuman H., Weisel JW. Polymerization of fibrin: specificity, strength, and stability of knob-hole interactions studied at the single molecule level. Blood. 2005, 106 (9):2944-2951.
- Brown AEX, Litvinov RI, Discher DE, Weisel JW. Forced unfolding of the coiled-coils of fibrinogen by single molecule AFM. Biophysical Journal. 2007, 92(5): L39-L41.
- Yin H, Slusky JS, Berger BW, Walters RS, Vilaire G, Litvinov RI, Lear JD, Caputo GA, Bennett JS, DeGrado WF. Computational design of peptides that target transmembrane helices. Science. 2007, 315 (5820): 1817—1822.
- Brown AEX, Litvinov RI, Discher DE, Purohit PK, Weisel JW. Multiscale mechanics of fibrin polymer: gel stretching with protein unfolding and loss of water. Science, 2009, 325(5941):741-744.
- Litvinov RI, Barsegov V, Schissler AJ, Fisher AR, Bennett JS, Weisel JW, Shuman H. Dissociation of bimolecular αIIbβ3-fibrinogen complex under a constant tensile force. Biophysical Journal, 2011, 100(1):165-173.
- Litvinov RI, Faizullin DA, Zuev YF, Weisel JW. The α-helix to β-sheet transition in stretched and compressed hydrated fibrin clots. Biophysical Journal, 2012, 103(5), 1020—1027.
- Cines DB, Lebedeva T, Nagaswami C, Hayes V, Massefski W, Litvinov RI, Rauova L, Lowery TJ, Weisel JW. Clot contraction: compression of erythrocytes into tightly packed polyhedra and redistribution of platelets and fibrin. Blood, 2014, 123(10), 1596—1603.
- Tutwiler V, Peshkova AD, Andrianova IA, Khasanova DR, Weisel JW, Litvinov RI. Contraction of Blood Clots Is Impaired in Acute Ischemic Stroke. Arteriosclerosis, Thrombosis, and Vascular Biology, 2017, 37(2), 271—279.
- Kim OV, Litvinov RI, Alber M, Weisel JW. Quantitative structural mechanobiology of blood clot contraction. Nature Communications, 2017, 8(1), 1274.
- Litvinov RI, Kononova O, Zhmurov A, Marx KA, Barsegov V, Thirumalai D, Weisel JW. Regulatory element in fibrin triggers tension-activated transition from catch to slip bonds. Proceedings of the National Academy of Science of the USA, 2018, 115(34):8575-8580.
- Kim OV, Nevzorova TA, Mordakhanova ER, Ponomareva AA, Andrianova IA, Le Minh G, Daminova AG, Peshkova AD, Alber MS, Vagin O, Litvinov RI, Weisel JW. Fatal dysfunction and disintegration of thrombin-stimulated platelets. Haematologica, 2019, 104(9): 1866—1878.